# تهوها محرم‌خان
تهوها محرم‌خان (به انگلیسی: Thoa Mehram Khan) یک روستا در پاکستان است که در ناحیه چکوال واقع شده‌است.